# Joe Trohman
Joseph Mark Trohman (ur. 1 września 1984 w Hollywood) – gitarzysta zespołu Fall Out Boy i The Damned Things.

## Dzieciństwo
Joseph urodził się w żydowskiej rodzinie w Hollywood na Florydzie. Na gitarze gra od 12 roku życia. W wieku 16 lat przeprowadził się do Chicago.

## Kariera
Joseph był muzykiem sceny chicagowskiego hardcore, działał jako basista zespołu Arma Angelus. W 2001 roku razem z Peterem Wentzem założył zespół Fall Out Boy. Joe w księgarni Borders spotkał Patricka Stumpa, po krótkiej rozmowie okazało się, że obaj interesują się zespołem Neurosis, więc namówił go aby wziął udział w przesłuchaniu do nowego zespołu. Poza nimi początkowo do zespołu należało jeszcze dwóch muzyków: gitarzysta T.J. Raccine oraz perkusista nazywany po prostu Mike. Ich kariera w zespole nie trwała jednak długo, w następnym przesłuchaniu do zespołu dołączył nowy perkusista Andy Hurley.

## Sprzęt
Podczas swojej kariery Joe używał wielu gitar. W Take This To Your Grave używał Gibsona Les Paula. Podczas nagrywania płyty From Under the Cork Tree Joe używał głównie Fender Telecaster. Obecnie ma podpisany kontrakt z Washburn Guitars, która wyprodukowała jego własny model.